# Каркин
Каркин (Karkin, Los Carquines) — мёртвый язык, один из восьми языков семьи олони, на котором раньше говорил народ каркин, проживавший на проливе Каркинес в северо-восточной части залива Сан-Франциско штата Калифорния в США. Из сохранившейся документации известен только маленький словарь, полученный лингвистом-миссионером Фелипе Арройо-де-ла-Куэста из миссионерской организации «Сан-Франциско-де-Асис» в 1821 году. Хотя он скудный, записи каркин показывают, что язык представляет собой отдельную ветвь олони, поразительно отличающуюся от соседнего чоченьо и других языков олони, на которых говорили южнее. Вероятно, о каркин ничего не известно с XIX века.